# Egervári Ignác
Egervári Ignác (eredeti nevén Lakatjártó József, szerzetesi neve Ignatius a S. Ioseph) (Zalaegerszeg, 1751. március 12. – Pest, 1809. április 26.) piarista tartományfőnök, író.

## Élete
1767. október 11-én lépett a rendbe Kecskeméten s 1775. július 24-én misés pappá szenteltetett föl; a bölcseletet Nagykárolyban, a hittudományt Nyitrán hallgatta. Miután az ifjúságot több helyen tanította, előbb Nyáry grófnál (1784–1788), utóbb a Blaskovits családnál volt nevelő (1789–1790.). Azután mint középiskolai igazgató Szegeden 1791-től 1802-ig működött; 1803–1806-ig Pesten rector és rendi kormánysegéd volt. Miután Dományi András a szerzet kormányzásáról 1805 szeptemberében lemondott, őt választották helyébe. 1807-ben kieszközölte I. Ferenc királytól rendje számára a székesfehérvári custodiatust.

## Munkái
- Artaxerxes, szomorújáték 3 felv. Metastasio Péter után olaszból ford. Pest, 1793 (M. Játékszin IV. kötet.)

Kéziratai: Oratio dicta Szegedini in professione Pauli Bielitzki, Oratio P. Ign. Egervári habita in consistorio prov. 1799.